# Drosophila tani
Drosophila tani är en tvåvingeart som beskrevs av Cheng och Toyohi Okada 1985. Drosophila tani ingår i släktet Drosophila och familjen daggflugor.
Artens utbredningsområde är provinsen Zhejiang i Kina.